# 月亭方正
月亭 方正（つきてい ほうせい、1968年〈昭和43年〉2月15日  - ）は、日本の落語家、お笑いタレント。兵庫県西宮市出身。吉本興業大阪本部所属。NSC大阪校6期出身。本名および旧芸名は、山崎 邦正（やまさき ほうせい）。
2013年に芸名を高座名「月亭方正」に改名した。上方落語協会会員。出囃子は「ヤマザキ一番!」。長女、次女、末っ子の長男の3児の父。兵庫県立西宮南高等学校・立正大学心理学部卒業、同大学院心理学研究科修士課程中退。

## 略歴

### デビュー
1988年、軌保博光と「GSX（ガスペケ）」を結成しデビューする。
1989年、東京進出を機にコンビ名を「TEAM-0」へ改名。東京進出はダウンタウンよりも3か月早い。同年に『ダウンタウンのガキの使いやあらへんで!!』（以下「ガキ使」と表記）放送2回目から前説として参加、26回目に出演。後に初のレギュラー出演番組となる。
1991年、第12回ABCお笑い新人グランプリ最優秀新人賞を受賞。

### ピン芸人へ
1993年、「TEAM-0」を解散。ピン芸人として活動を開始する。
1998年、『天才てれびくん』→『天才てれびくんワイド』でリサ・ステッグマイヤーと共に3代目MCを務め、2000年度まで3年間担当。テレビ東京系で放送されていたアニメーション『学級王ヤマザキ』の主題歌『ヤマザキ一番!』を歌い、CD化される。
1999年、『ヨシモトムチッ子物語』に登場する「ヤマザキゴキブリ」の元ネタとなる。
2001年、11歳年下の一般女性とのできちゃった結婚を発表。結婚式の模様は『ガキ使』内で放送される。
2002年、ヨシモトファンダンゴTVで放送された『邦正音楽工房』から女性アイドルデュオ「AiAi」をデビューさせる。
2005年、TOKYO FMで芸能生活17周年を記念し、3時間の生放送特別番組が放送される。『M-1グランプリ2005』にカンニング竹山とのコンビ「竹山崎」として参加、3回戦まで進出した。中村うさぎとの共著『うさぎ・邦正の人生バラ色相談所―苦悩の泥沼にハマッてしまった人へ』を出版。
2006年、『M-1グランプリ2006』に竹山との「竹山崎」へたむらけんじを新たに加えた「たむらけんじと竹山崎」として参加、去年と同じく3回戦まで進出した。同年に生殖器の海綿体が硬質化する陰茎疾患の一種であるペイロニー病を患う。
2007年、村田あゆみのセカンドアルバム「Happy Candy」の中の「Birthday」と「伝説の狼」の作詞・作曲を務める。同年に大腸憩室炎を患い約3週間の入院後、復帰。
2008年、正月特番として初の冠番組『祝 山崎邦正20周年 ホンマは正月よりもめでたいでぇ!』が関西テレビにて放送。同年に自身初の写真集&エッセー「奇跡」を出版。

### 「月亭方正」への改名
2008年5月、月亭八方から「月亭方正」を名乗ることを許可され、5月11日の八方の勉強会で落語「阿弥陀池」を演じる。同年12月8日京橋花月にて落語家として高座に上がる。
スコップ三味線第2回世界大会（2008年12月21日）で、初出場ながら個人の部第3位の好成績を収める。
2009年12月、上方落語協会加入。
2011年1月15日から月亭八方と「全国行脚、月亭二人旅」をよしもと浅草花月からスタート。
2012年9月、落語活動へ専念するため拠点を大阪に移す。2012年12月17日、翌2013年元日より全ての活動を「月亭方正」として活動することを発表。（詳細は後述する月亭方正としてを参照）
2013年、芸名を本名の「山崎邦正」から高座名の「月亭方正」に改名。改名後もガキ使メンバーの松本人志（ダウンタウン）からは「やまざき」一部では「方正」、浜田雅功（ダウンタウン）からは「山ちゃん」と呼ばれ、ココリコ（遠藤章造・田中直樹）からは「ザキさん」 呼ばれている時期もあったが字幕では概ね「方正」に直される。
2019年、方正とたむらの共同プロデュース及び総合MCによる大型野外イベント『大阪パフェ』が11月9日-10日の2日間に亘り、大阪・万博記念公園で開催される。

## 人物
- 趣味はパソコン、ピアノ、英会話、卓球等[1]。
- 宝塚歌劇団のファン。
- 「にんじん」という名のウサギを飼っていた。
- 芸風について「自分では笑いを作れない[7]」などとイジられがちだが、これについて松本は著書で「本人は面白いと言っているが面白くない、そこが面白い」「山崎を面白いと言ってしまうと営業妨害になる」と評している[8]。

## 月亭方正として
芸能生活は順調だったが、ブラックマヨネーズやチュートリアルと共に営業へ行った際にピンとして舞台でウケを取れるネタを身につけていなかったことに気付き、40歳を目前にして今後の芸能活動や路線について悩むようになった。テレビ以外にも挑戦したいという思いが強くなり、最初は吉本新喜劇の座長を目標に藤山寛美や過去の新喜劇の演目を勉強するも、テレビの仕事で多忙だったため一人では喜劇の修行ができないことにも気付き行き詰まる。
これを東野幸治に相談したところ、古典落語を勧められる。一度はそれまで全く聞いたことがなかったのを理由に「古典芸能は…」と渋ったが、実際に桂枝雀の「高津の富」を聴いてみたところ枝雀と寛美の手法が地続きだったこともあり、「これは一人で演じる新喜劇だ」と落語の面白さに目覚めた。その後、「聞くだけでなくやってみたい」と考えるようになった方正は本格的に落語の勉強を始め、月亭一門へ入門した。
月亭一門に弟子入りしたのは大阪での飲み仲間に月亭八光がいて、八光を通じてその実父の月亭八方に入門を志願したからだが、方正は八光が落語家というのも父親が月亭八方であることも知らなかった。2008年に八方の落語会に客演として落語家デビュー、打ち上げの席で八方から正式に「月亭方正」の名を貰った。大師匠の月亭可朝は枝雀の兄弟子であるため、芸の世界では枝雀は方正の“大叔父”にあたる。
その後も熱心に勉強会へ通って半年ほど経った頃、八方から本格的に上方落語協会への加入を勧められる。既に有名なテレビタレントだったことから、協会側はその是非でかなり揉めていたのを後に桂小文枝から聞かされていたが、八方は何も言わなかった。一方で八方が吉本所属だったため、この点での問題は生じなかった。
上方落語協会加入後は落語家としての活動が主体となり、積極的に月亭一門会や師匠・八方との親子会、「月亭方正・十番勝負」と称した勉強会、花形寄席、東西若手の会「やみ鍋の会」、八方および月亭一門の稽古場の「八聖亭」、天満天神繁昌亭の朝席・昼席・夜席などに出演。2011年1月1日は『笑点』スペシャルの東西大喜利に初出演、大師匠・可朝とも共演している。2013年1月1日よりタレント活動時も含め、芸名を「月亭方正」に一本化することになった。

## 弟子
- 月亭柳正 - 2021年4月20日入門[12]
- 月亭新正

## 出演

### テレビ
現在の出演番組
- ダウンタウンのガキの使いやあらへんで!（日本テレビ）
- お笑いワイドショー マルコポロリ!（関西テレビ）
- 大阪ほんわかテレビ（読売テレビ）

過去の出演番組
- 天才てれびくん（NHK教育テレビ）
- 天才てれびくんワイド（NHK教育テレビ）
- タモリのボキャブラ天国（フジテレビ）- キャッチコピーは「リトルパンチドランカー」
- 志村X（フジテレビ）
- 今田耕司のシブヤ系うらりんご（フジテレビ）
- 週刊スタミナ天国（フジテレビ）
- 天使のU・B・U・G（フジテレビ）
- 加トちゃんマチャミのお台場CHA・CHA!!（フジテレビ）
- ネプリーグ (2006年3月6日-)
- かざあなダウンタウン（テレビ朝日）- まだ落語を知らない時期に初めて挑戦したものの、英語落語という無謀をしでかし泣きが入る失態を演じた。
- 快傑!コウジ園（日本テレビ）- 準レギュラー
- wao!（名古屋テレビ）
- わらいのじかん（テレビ朝日）
- 必撮ビデオ!!あんたが主役（テレビ朝日）
- 銭形金太郎（テレビ朝日）
- アメトーーク!（テレビ朝日）
- 生生生生ダウンタウン（TBS）
- ダウンタウン也（TBS）
- ダウンタウン汁（TBS）
- オールスター感謝祭（'95年秋 - 2013年秋、TBS）
- バリキン7 賢者の戦略（TBS）
- 進め!電波少年（日本テレビ）
- ヒューヒュー（日本テレビ）
- 邦正音楽工房〜目指せ!オリコン左ページ!!マジっすか?〜（ヨシモトファンダンゴTV）
- ものまねバトル（日本テレビ）
- ティンティンTOWN!（日本テレビ）
- 中居くん温泉シリーズ（読売テレビ・日本テレビ）
- おはスタ（テレビ東京[13]）
- ド短期ツメコミ教育!豪腕!コーチング!!（テレビ東京）
- ファンキーモンキー寛平先生がゆく!（朝日放送）
- なりたぁ〜い!（朝日放送）
- YA-HOO!SCHOOL BUS（関西テレビ）
- なるトモ!（読売テレビ）
- 水野キングダム（サンテレビジョン・TOKYO MX他）
- 黒BUTA天国（テレビ東京）
- 城島茂の週末ナビ ココイコ!（テレビ朝日）
- 笑う妖精（テレビ朝日）
- プリプリ（毎日放送、火曜）
- アッコにおまかせ!（1990年代中頃 - 2012年、TBS）準レギュラー
- お笑い芸人歌がうまい王座決定戦スペシャル（2007年 - 2013年）最多出場者
- 大阪発しゃべるランチタイム なにしよ!?（テレビ大阪、月曜）準レギュラー
- ドライブ A GO!GO!→ドラGO!（テレビ東京）準レギュラー
- かんさい情報ネットten.（読売テレビ）準レギュラー
- ちちんぷいぷい（毎日放送）月曜コメンテーター
- ミント!（毎日放送）- 月曜パネラー（『ちちんぷいぷい』の放送枠分割に伴う異動）
- Cheeky's Cast 1（BSよしもと）- 木曜パーソナリティー
- Cheeky's Evening（BSよしもと）- 木曜パ―ソナリティー
- 笑点（2022年7月3日・10日、日本テレビ）- 大喜利で三遊亭円楽の助っ人回答者。
- 八方・陣内・方正の黄金列伝（読売テレビ）※不定期放送 - MC・冠番組

### ドラマ
- 竜馬におまかせ! 最終回（日本テレビ） - 徳川家茂 役
- 代紋TAKE2〔3〕〜獄中の狼たち〜（日本テレビ）
- 明日があるさ 最終回（日本テレビ） - 山崎邦正（本人） 役
- 新宿暴走救急隊 最終回（日本テレビ） - 露天商 役
- スチュワーデス刑事6 ウィスラー〜沖縄〜ヴァンクーヴァー・愛と殺意の白い恋人たち（フジテレビ） - 桃井真一 役
- 踊る大捜査線 第1話（フジテレビ） - 暴れる男 役
- ぽっかぽか（TBS） - 魚政さん 役（毎週水曜に来る魚屋さん）
- 誰よりもママを愛す 第6話（TBS） - 警官 役
- 時の渚〜衝撃の運命　京都に秘められた禁断の愛（朝日放送） - 京都府警刑事・西尾雄二 役
- 探偵家族 第6話（日本テレビ）
- 結婚泥棒 第2話（NHK）
- デカ 黒川鈴木 第9話（読売テレビ） - 窪田明男 役
- めんたいぴりり2 （テレビ西日本） - 亀山留吉 役
- 花のれん（テレビ朝日） - 松鶴 役[14]

### CM
- am/pm
- 大玉（任天堂、ニンテンドー ゲームキューブ用ソフト）
- Uno (化粧品)（資生堂）
- クイーンピア玉姫殿
- 日本コカ・コーラ - 缶コーヒー「GEORGIA」
- DHC「プロテインダイエット」※後輩の友近と共演
- マリオ&ルイージRPG1 DX（任天堂、ニンテンドー3DS用ソフト）

### ラジオ

#### 過去の出演番組
- MBSヤングタウン金曜日（MBSラジオ）
- おしゃべりやってまーす（インターネットラジオK'z Station、2003年6月 - ）不定期
- オレたちやってま〜す（MBSラジオ、2000年10月 - 2003年3月）
- 月亭方正“ひとりぼっちでも大丈夫”（MBSラジオ、2010年6月21日、2010年12月20日）
- 上方落語をきく会（ABCラジオ） - #116・2018年1月20日昼の部「住吉駕籠」
- 松井愛のすこ〜し愛して♥（MBSラジオ、2014年10月 - 2019年9月）金曜日パートナー
- OBCグッドアフタヌーン!金曜お昼は、めっちゃ方正!（ラジオ大阪、2024年4月5日 - 2025年3月28日）

### 映画
- ファンキー・モンキー・ティーチャーシリーズ - 猪塚 役
  - ファンキー・モンキー・ティーチャー（1991年）
  - ファンキー・モンキー・ティーチャー2 東京進攻大作戦（1992年）
  - ファンキー・モンキー・ティーチャーFOREVER ワクワク秘密の花園の巻（1995年）
- アキハバラ@DEEP（2006年） - キャットファイト観客 役
- YOSHIMOTO DIRECTOR'S 100「HERO」（2007年）（監督）
- 子猫の涙（2008年） - 忠利 役
- あの日、ぼくらの大脱走（2014年） - 主演・花岡充 役

#### 吹替
- チャイルド・プレイ チャッキーの種 - チャッキー 役（2004年）（DVD版）

### 舞台
- 吉本百年物語（なんばグランド花月）
  - 笑う門には、大大阪（2012年7月8日 - 8月2日） - 玉松一郎 役 ※山崎邦正名義
  - アンチ吉本・お笑いレボリューション（2013年2月5日 - 3月2日） - 太田 役

### オリジナルビデオ
- パッパカパー（1994年） - 主演・杉村洋二 役
- カメレオン（1996年） - 主演・矢沢栄作 役
- 真・雀鬼シリーズ
  - 真・雀鬼17 / 魂（こころ）を受け継ぐもの（2003年） - ジェントルメン客 役
  - 真・雀鬼19 / 心に棲む闇 狂乱の闘牌（2004年） - ジェントルメン客 オカッパーズ 役

## ディスコグラフィー

### シングル
- ヤマザキ一番 （学級王ヤマザキの主題歌、メディアファクトリー）
- 青神 AiAi （作詞・作曲／山崎邦正　編曲／坂井壱郎・後藤孝広）

## 出版物

### 単著
- 僕が落語家になった理由（2013年1月25日、アスペクト）ISBN 978-4757221598
- 落語は素晴らしい - 噺家10年、根多が教えてくれた人生の教え（2018年5月21日、ワニブックス）ISBN 978-4847096884

### 共著
- 中村うさぎ『うさぎ・邦正の人生バラ色相談所―苦悩の泥沼にハマッてしまった人へ』（2005年9月、大和書房）ISBN 978-4479391227

### 写真集
- 奇跡（2008年4月1日、遊タイム出版）ISBN 978-4860102579